# 豊田下村
豊田下村（とよたしもそん）は、山口県豊浦郡にあった村。現在の下関市豊田町の南部にあたる。

## 地理
- 山岳 ： 豊ヶ岳、城山、華山
- 河川 ： 木屋川

## 歴史
- 1889年（明治22年）4月1日 - 町村制の施行により、高山村・東長野村・西長野村・城戸村・江良村・手洗村・中村・阿座上村・萩原村・日野村・稲光村の区域をもって発足。
- 1954年（昭和29年）10月1日 - 殿居村・豊田中村・西市町と合併して豊田町が発足。同日豊田下村廃止。

## 交通

### 鉄道路線
- 長門鉄道（1956年廃止）
  - 長門鉄道線
    - 石町駅 - 阿座上駅